# Józef Patelski

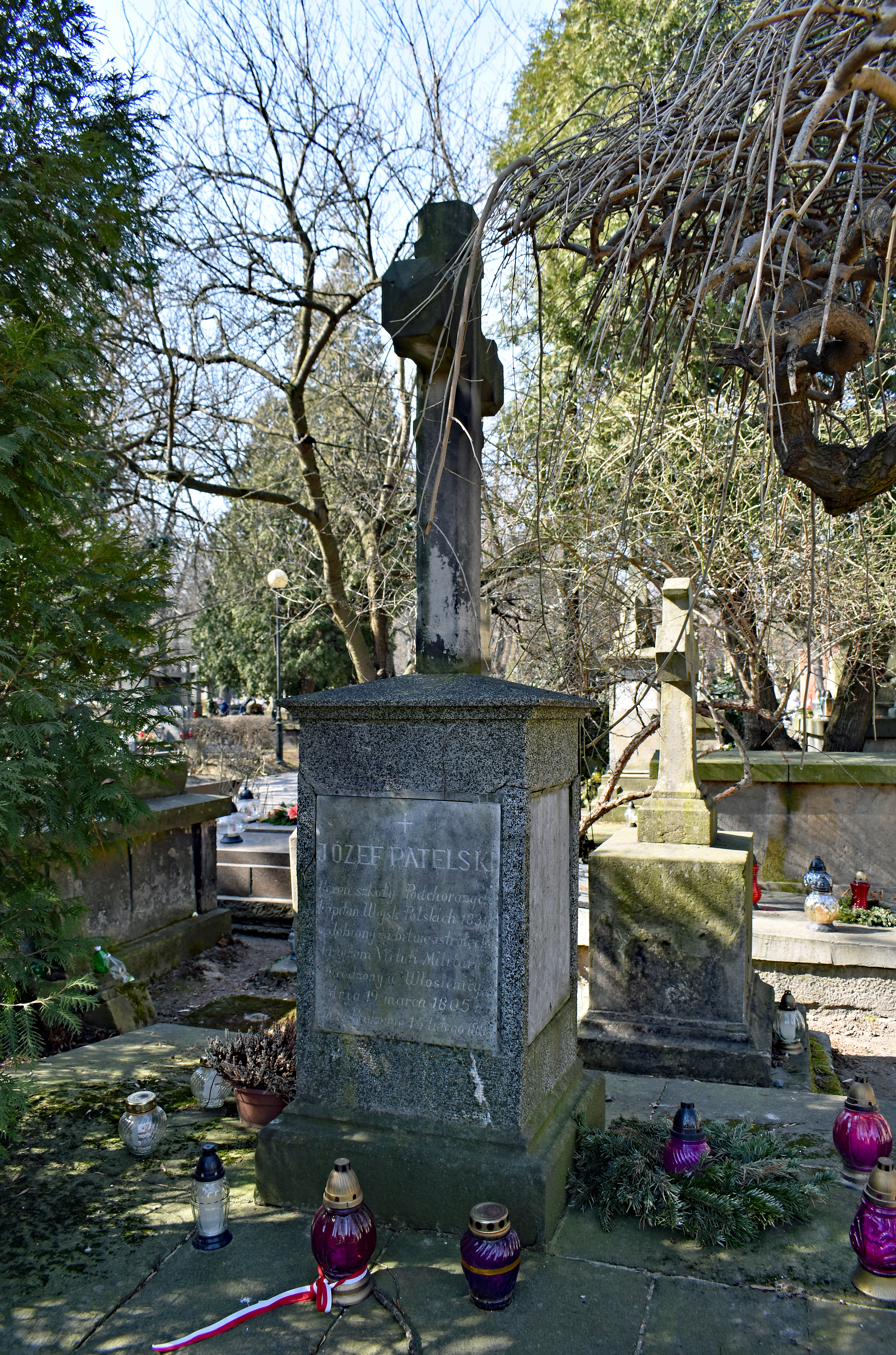
Cmentarz Rakowicki.
Grób Józefa Patelskiego.

Józef Patelski (ur. 16 marca 1805 we Włosienicy k. Oświęcimia, zm. 15 lutego 1887 w Krakowie) – polski szlachcic i wojskowy, uczestnik powstania listopadowego odznaczony orderem Virtuti Militari oraz uczestnik powstania styczniowego.

## Młodość
Urodził się w zubożałej rodzinie szlacheckiej jako syn Pawła Patelskiego i Konstancji z Czyżowskich. Około 1812 roku rodzice przenieśli się do kolonii zakładanej w Alwerni. Dziecięce lata spędzał w Porębie Żegoty. Początkowe nauki pobierał w klasztorze oo. Bernardynów w Alwerni, następnie zaś ukończył trzy klasy w Gimnazjum Św. Anny w Krakowie.

## Kariera wojskowa
Patelski rozpoczął karierę wojskową w 1823 roku jako ochotnik w 1 Pułku Strzelców Pieszych armii Królestwa Polskiego dowodzonym przez generała Piotra Szembeka. W 1824 awansował na podoficera kompanii karabinierów, a następnie, w tym samym, roku na starszego sierżanta. W 1826 wstąpił do szkoły podchorążych w Warszawie i wraz z całą szkołą wziął udział w powstaniu listopadowym, awansując 9 grudnia 1830 na podporucznika. Walczył w bitwach pod Grochowem, Liwem i Tykocinem, odznaczył się pod Ostrołęką, za co 13 czerwca 1831 otrzymał stopień porucznika.
Brał udział w bitwie pod Mińskiem Mazowieckim, a we wrześniu 1831 objął dowództwo kompanii i na jej czele walczył w obronie Warszawy. 17 września 1831 został odznaczony Złotym Krzyżem Virtuti Militari i awansował na kapitana. Po upadku powstania powrócił do Poręby Żegoty. Ukrywał się przed Rosjanami w Płazie u Wincentego Szemberka i wuja Franciszka Czyżowskiego właściciela wsi Kwaczała na zasadzie wieczystej dzierżawy.

## Życie prywatne
W 1832 roku ożenił się ze swoją kuzynką Julią Czyżowską, po czym zamieszkał z nią w Kwaczale. Dalszą karierę wojskową uniemożliwiła mu działalność powstańcza, za którą został skazany wyrokiem Sądu Wojskowego w Warszawie na karę śmierci przez powieszenie, konfiskatę majątku i utratę wszelkich praw obywatelskich. Wyrok został zatwierdzony 4 października 1834 roku przez Cara Mikołaja. Za Patelskim wysłano list gończy.
W 1846 bądź 1847 emigrował do Francji, a w 1848 roku powrócił do Krakowa. W 1852 przeniósł się tam na stałe.
Miał dwoje dzieci: syna Franciszka Ksawerego Józefa, zmarłego 30 grudnia 1838 w wieku pięciu tygodni oraz córkę Józefę Nepomucenę Antoninę urodzoną 16 maja 1848, a zmarłą 10 sierpnia 1862 roku.

## Późniejsze lata
W 1846 w czasie powstania krakowskiego Patelski wraz z 15-osobowym oddziałem kawalerii uderzył na Chrzanów, gdzie rozbił oddział austriacki.
W 1863 wziął udział w kolejnym patriotycznym zrywie powstańczym. Wszedł w skład zawiązanej po wybuchu powstania styczniowego Ławy Głównej Krakowskiej. Powierzono mu bardzo odpowiedzialne zadanie, którym było organizowanie, przeszkalanie i wysyłanie grup ochotników do wspierania oddziałów powstańczych walczących między Sosnowcem a Ojcowem.
Od 1881 członek Arcybractwa Miłosierdzia.
W 1885 zmarła jego żona i postanowił rozdać swój majątek na cele dobroczynne. Zmarł 15 lutego 1887 r. i po uroczystym pogrzebie spoczął w grobowcu rodzinnym na cmentarzu Rakowickim w Krakowie, w kwaterze 1, obok żony i córki.
Autor pamiętników.
Patron jednej z ulic w Chrzanowie i szkoły w Kwaczale.